# Sint-Pieterskerk (Ukkel)
De Sint-Pieterskerk (Frans: Église Saint-Pierre) is een kerkgebouw in de Belgische gemeente Ukkel in het Brussels Hoofdstedelijk Gewest.

## Geschiedenis
De eerste kerk in Ukkel dateerde vermoedelijk uit de dertiende eeuw maar de huidige kerk werd in 1782 voltooid. De realisatie van dit neoklassieke gebouw werd toevertrouwd aan de architect Jean-François Wincqz en de bouwwerken werden gestart in 1771. De kerk werd als beschermd monument geklasseerd op 25 oktober 1938.

## Architectuur
Het kerkgebouw is opgetrokken in neoclassicistische stijl. In de driedelige neoklassieke gevel worden rode baksteen, witte steen en blauwe steen gecombineerd. De grote witte stenen overkoepelen aan de voorzijde de rode baksteen terwijl de blauwe steen wordt gebruikt voor de kozijnen van ramen en deuren. De achthoekige klokkentoren in rode baksteen is versierd met witte hoekstenen. 